# Nationaal park Dajt
Het nationaal park Dajt (Albanees: Parku Kombëtar i Dajtit of Parku Kombëtar Dajti) ligt ongeveer 25 km ten oosten van de Albanese hoofdstad Tirana. Het is 330 km² groot en omvat de 1612 meter hoge Dajt, een berg die ook bekendstaat als het natuurlijke balkon van Tirana. Het werd opgericht in 1966.
Het park is vrij dicht bebost, met vooral beuken, en op lagere hoogten ook pijnbomen. Het is een van de meest populaire nationale parken van Albanië, en wordt vooral bezocht door dagjesmensen. Activiteiten zoals wandelen en rotsklimmen zijn er mogelijk. Een kabelbaan brengt bezoekers van de voet van de berg naar een hoger gelegen plateau.

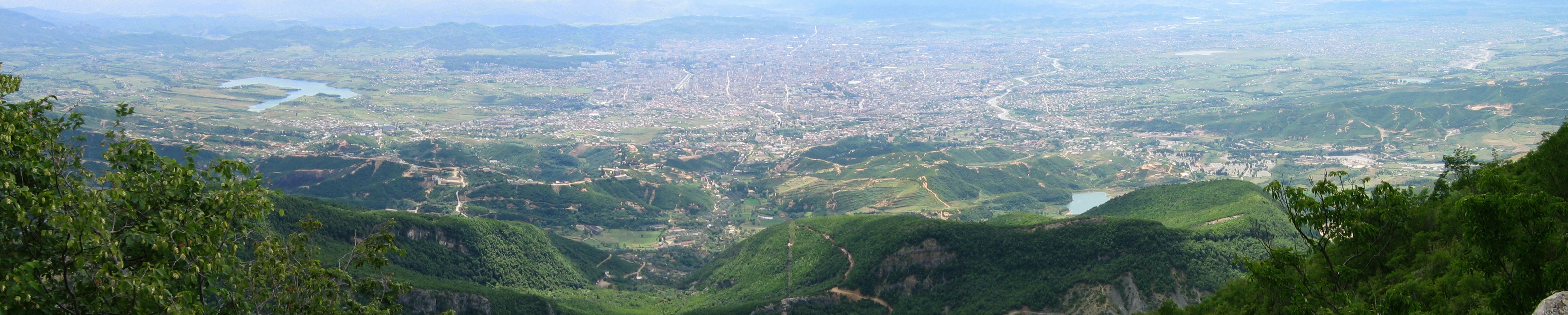
Tirana vanaf de berg Dajti

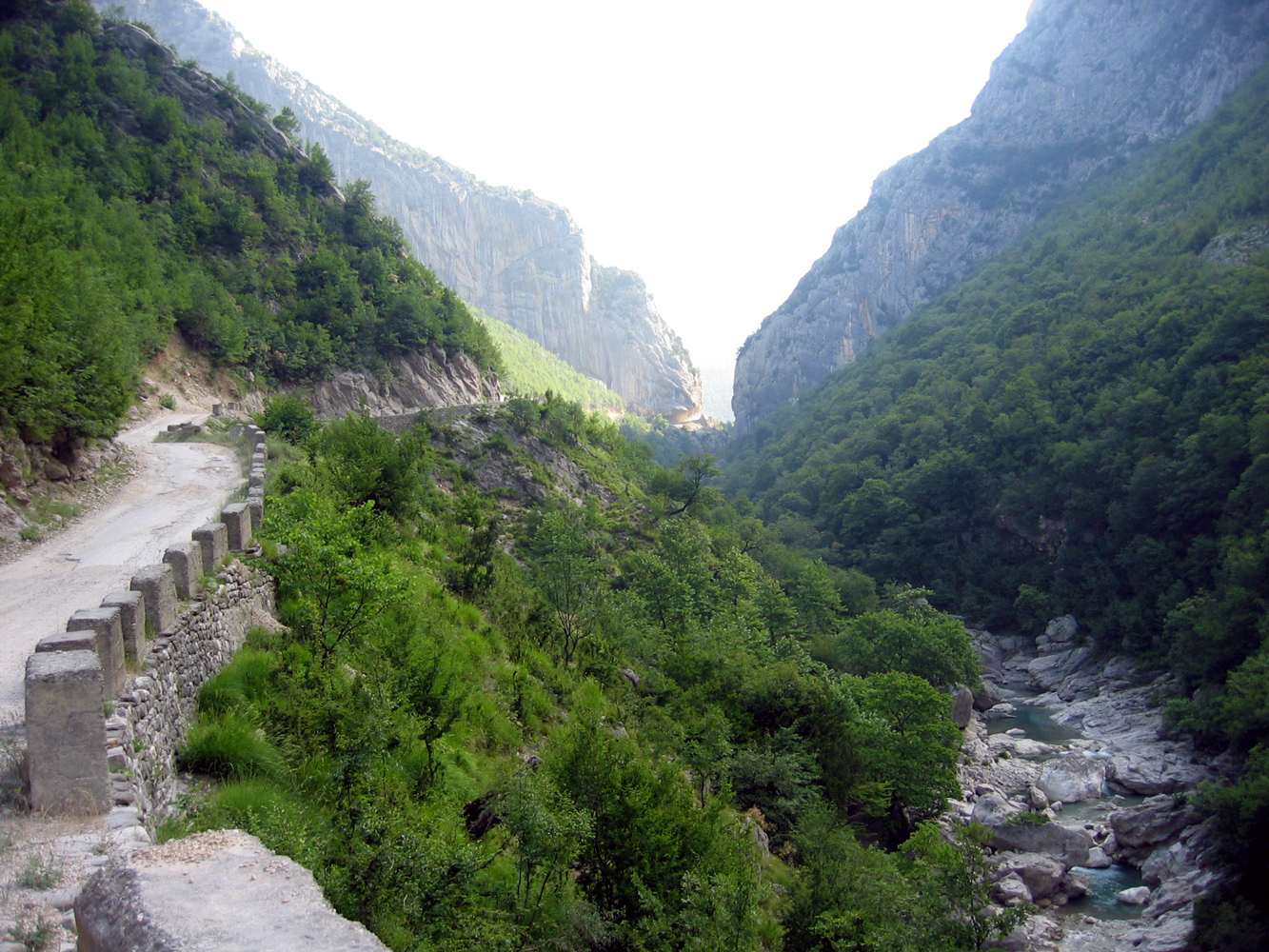
Rivier in het Dal